# Liegnitz Ritter-Akademie

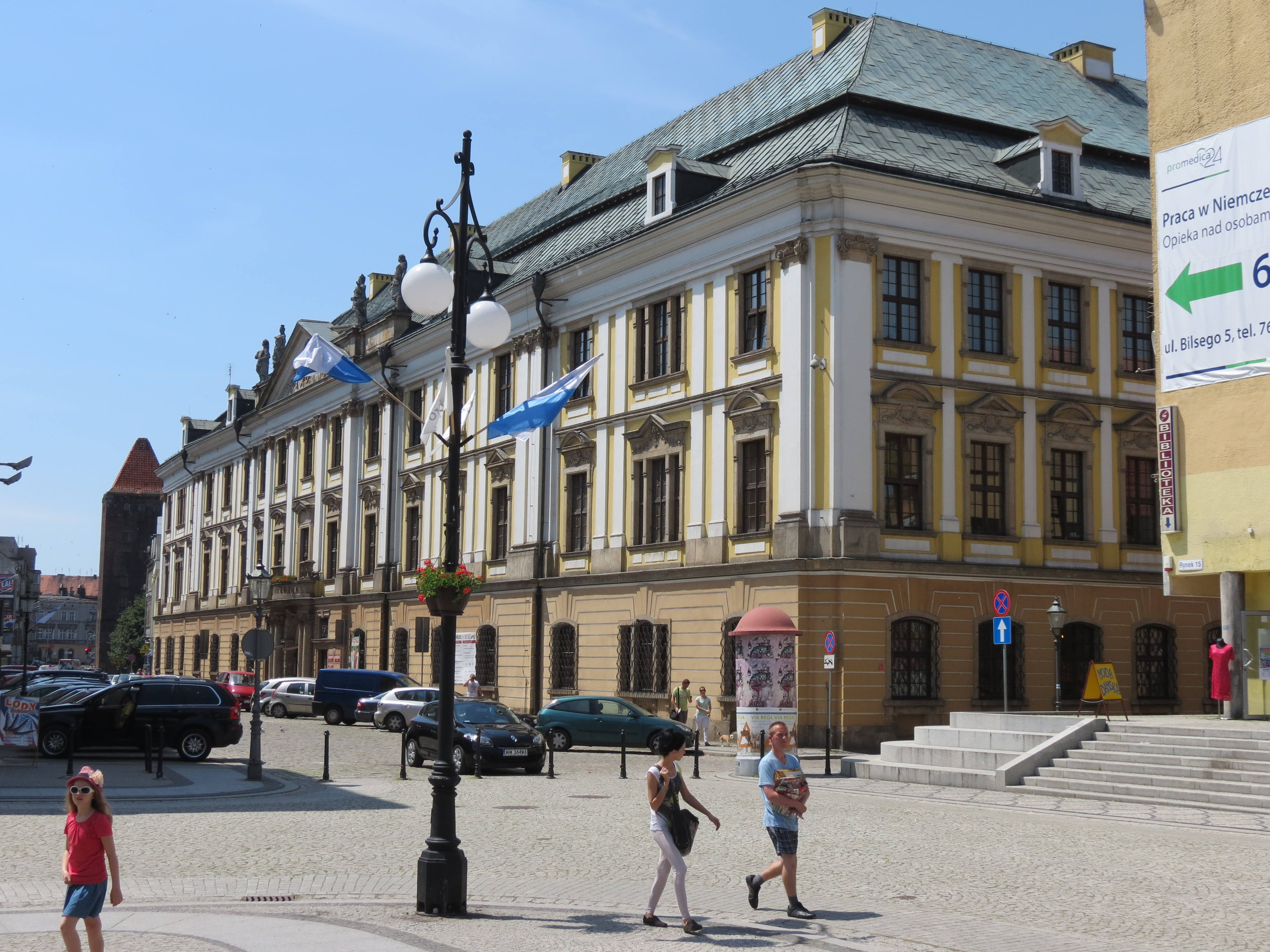
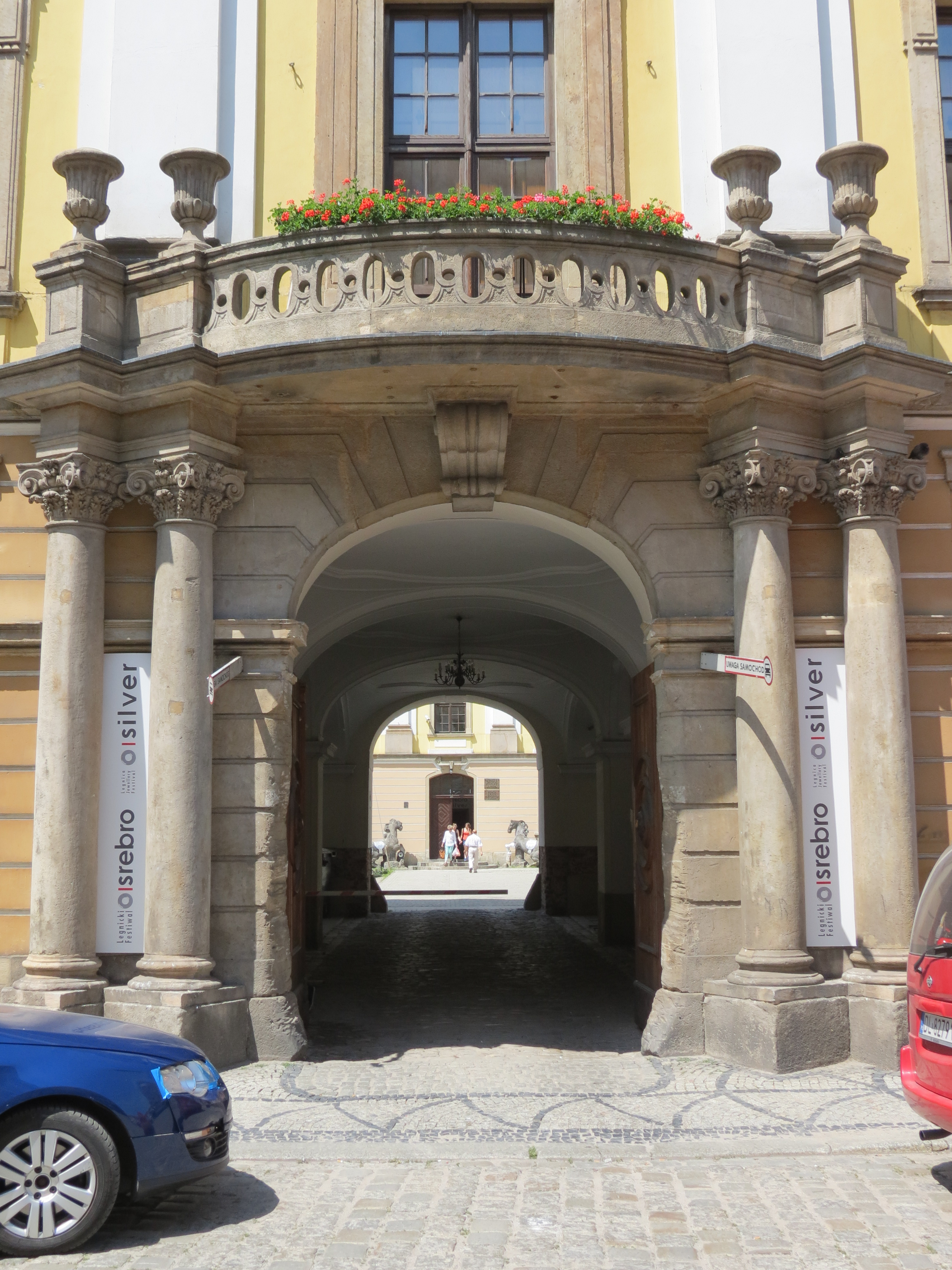
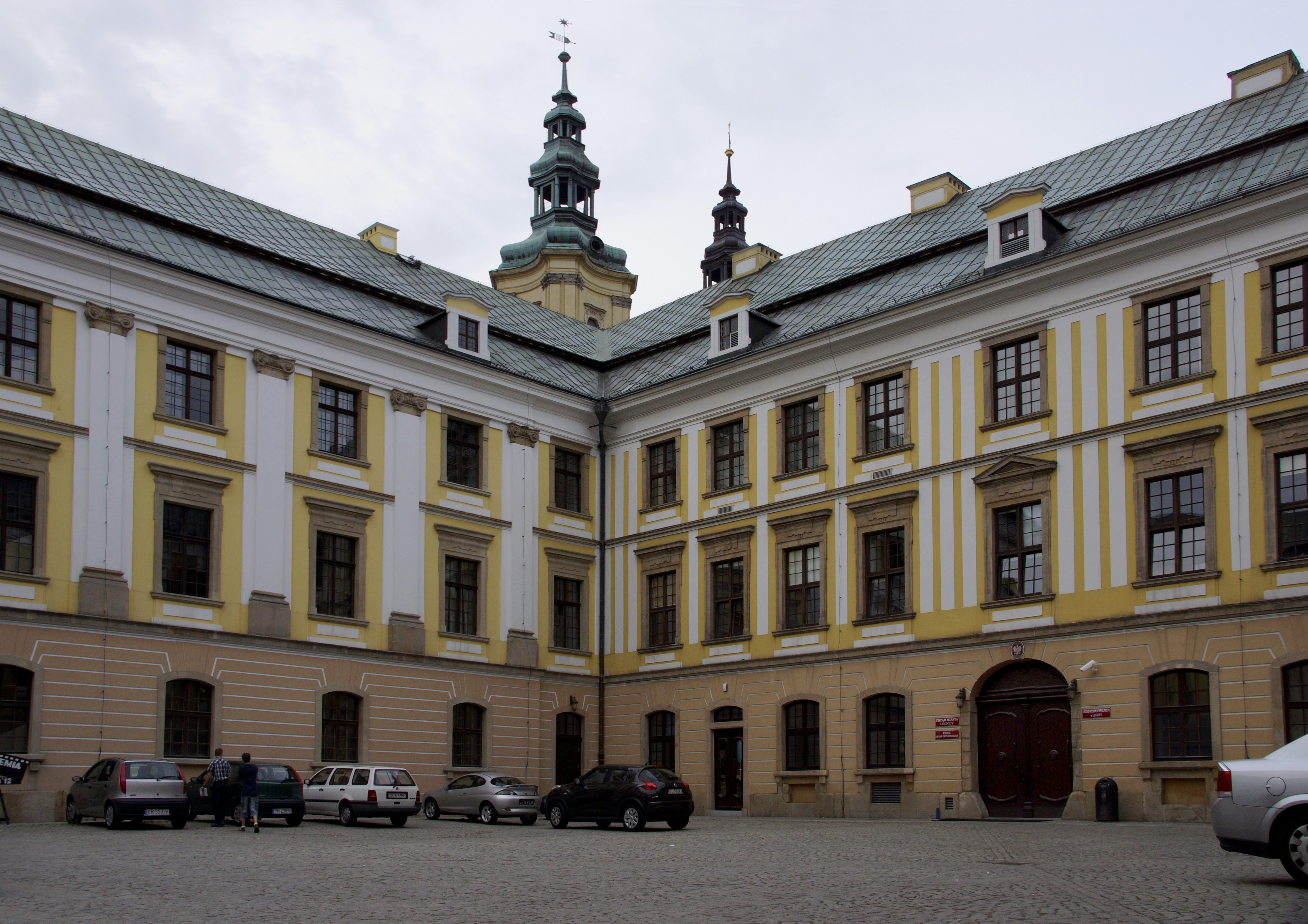
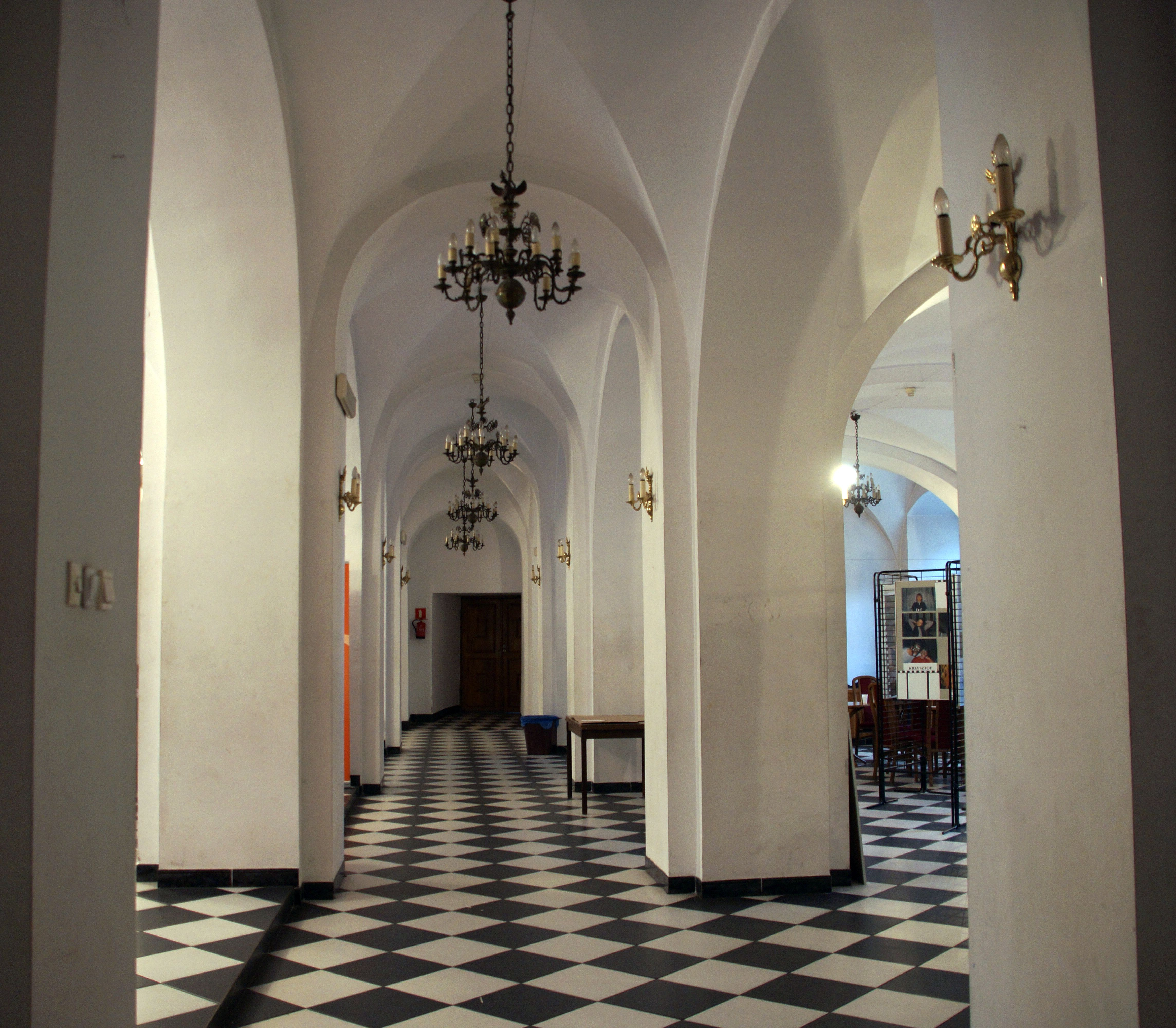

51°12′30″ пн. ш. 16°09′32″ сх. д. / 51.20823056° пн. ш. 16.15877222° сх. д.
Liegnitz Ritter-Akademie або Лицарська академія (нім. Liegnitz Ritter-Akademie) — школа для синів сілезької аристократії та дворян, заснована на початку 18 століття, незабаром після підписання Альтранстедтського договору (1707). Школа була зведена в місті Лігніц, яким керували Габсбурги, і принаймні частково була заснована на гроші, зібрані раніше герцогом Георгом Рудольфом Лігніцом, який планував школу такого типу у своїй столиці. Вона працювала як школа до 1945 року, а потім після Другої світової війни, у 1945—1992 роках, будівля була одним із головних радянських кварталів у народній Польщі, зокрема для Північної групи військ.